# Pteroglossus pluricinctus
Pteroglossus pluricinctus е вид птица от семейство Туканови (Ramphastidae).

## Разпространение
Видът е разпространен в Бразилия, Венецуела, Еквадор, Колумбия и Перу.